# Glitter (musikalbum)
Glitter, är ett album från 2001 av Mariah Carey. Mariah Careys film Glitter blev en musikalfilm och därefter gjordes albumet Glitter med låtar från filmen.

## Låtlista
1. "Loverboy" (Remix) med Da Brat, Ludacris, Twenty II, Shawnna – 4:30
2. "Lead the Way" – 3:53
3. "If We" med Nate Dogg och Ja Rule – 4:20
4. "Didn't Mean to Turn You On" – 4:54
5. "Don't Stop (Funkin' 4 Jamaica)" med Mystikal – 3:37
6. "All My Life" – 5:09
7. "Reflections (Care Enough)" – 3:20
8. "Last Night a DJ Saved My Life" med Busta Rhymes, Fabolous, DJ Clue – 6:43
9. "Want You" med Eric Benét – 4:43
10. "Never Too Far" – 4:21
11. "Twister" – 2:26
12. "Loverboy" med Cameo – 3:49